# Suède au Concours Eurovision de la chanson junior
La Suède participe au Concours Eurovision de la chanson junior depuis 2003.

## Représentants
| Année                | Artiste                | Chanson                  | Langue           | Traduction du titre           | Place | Points |
| -------------------- | ---------------------- | ------------------------ | ---------------- | ----------------------------- | ----- | ------ |
| 2003                 | The Honeypies          | Stoppa mig               | Suédois          | Arrêtez-moi                   | 15    | 12     |
| 2004                 | Limelights             | Varför jag?              | Suédois          | Pourquoi moi?                 | 15    | 8      |
| 2005                 | M+                     | Gränslös kärlek          | Suédois          | Amour sans bornes             | 15    | 22     |
| 2006                 | Molly Sandén           | Det finaste någon kan få | Suédois          | Le mieux qu'on puisse obtenir | 03    | 116    |
| 2007                 | Frida Sandén           | Nu eller aldrig          | Suédois          | Maintenant ou jamais          | 08    | 83     |
| Retrait en 2008.     |                        |                          |                  |                               |       |        |
| 2009                 | Mimmi Sandén           | Du                       | Suédois          | Tu                            | 06    | 68     |
| 2010                 | Josefine Ridell        | Allt jag vill ha         | Suédois          | Tout ce que je veux           | 11    | 48     |
| 2011                 | Erik Rapp              | Faller                   | Suédois          | La chute                      | 09    | 57     |
| 2012                 | Lova Sönnerbo          | Mitt mod                 | Suédois          | Mon courage                   | 06    | 70     |
| 2013                 | Elias Elffors Elfström | Det är dit vi ska        | Suédois          | C'est là où nous serons       | 09    | 46     |
| 2014                 | Julia Kedhammar        | Du är inte ensam         | Suédois, anglais | Tu n'es pas seul              | 13    | 28     |
| Retrait depuis 2015. |                        |                          |                  |                               |       |        |

- Première place
- Deuxième place
- Troisième place
- Dernière place